# これからの人生
『これからの人生』（La vie devant soi）は、モーシェ・ミズラヒ監督、脚本による1977年のフランスの映画である。ロマン・ガリー（エミール・アジャール名義）の1975年の同名の小説を原作としている（邦訳は『これからの一生』の題名で早川書房から刊行）。
アパートで娼婦の子供たちを預かりながら暮らすユダヤ人老女のローザ（シモーヌ・シニョレ）とアラブ人のモハメド少年（サミー・ベン・ユーブ）の交流が描かれる。
第50回アカデミー賞では外国語映画賞を受賞した。

## キャスト
- シモーヌ・シニョレ
- サミー・ベン・ユーブ
- クロード・ドーファン
- ムハメッド・ジネト
- ミシャル・バット＝アダム
- ガブリエル・ジャブール
- ジュヌヴィエーヴ・フォンターネ

## 受賞とノミネート
| 賞歴一覧                     | 賞歴一覧     | 賞歴一覧               | 賞歴一覧   |
| 賞                           | 部門         | 対象                   | 結果       |
| ---------------------------- | ------------ | ---------------------- | ---------- |
| セザール賞                   | 主演女優賞   | シモーヌ・シニョレ     | 受賞       |
| セザール賞                   | 美術賞       | バーナード・エヴァン   | ノミネート |
| セザール賞                   | 音響賞       | ジャン・ピエール・ルー | ノミネート |
| アカデミー賞                 | 外国語映画賞 | 『これからの人生』     | 受賞       |
| ゴールデングローブ賞         | 外国語映画賞 | 『これからの人生』     | ノミネート |
| ロサンゼルス映画批評家協会賞 | 外国映画賞   | 『これからの人生』     | 受賞       |